# Kings Dominion
Le Kings Dominion est un parc d'attractions de 160 hectares situé à Doswell, situé à 37 km au nord de Richmond en Virginie, aux États-Unis, et à 134 km au sud de Washington DC, sur la route inter-états 95. Le parc est actuellement la propriété de Cedar Fair Entertainment Company, et faisait partie de l'ancienne chaîne Paramount Parks que Cedar Fair racheta à CBS Corporation le 30 juin 2006.

## Historique

### Des débuts aux années 1990

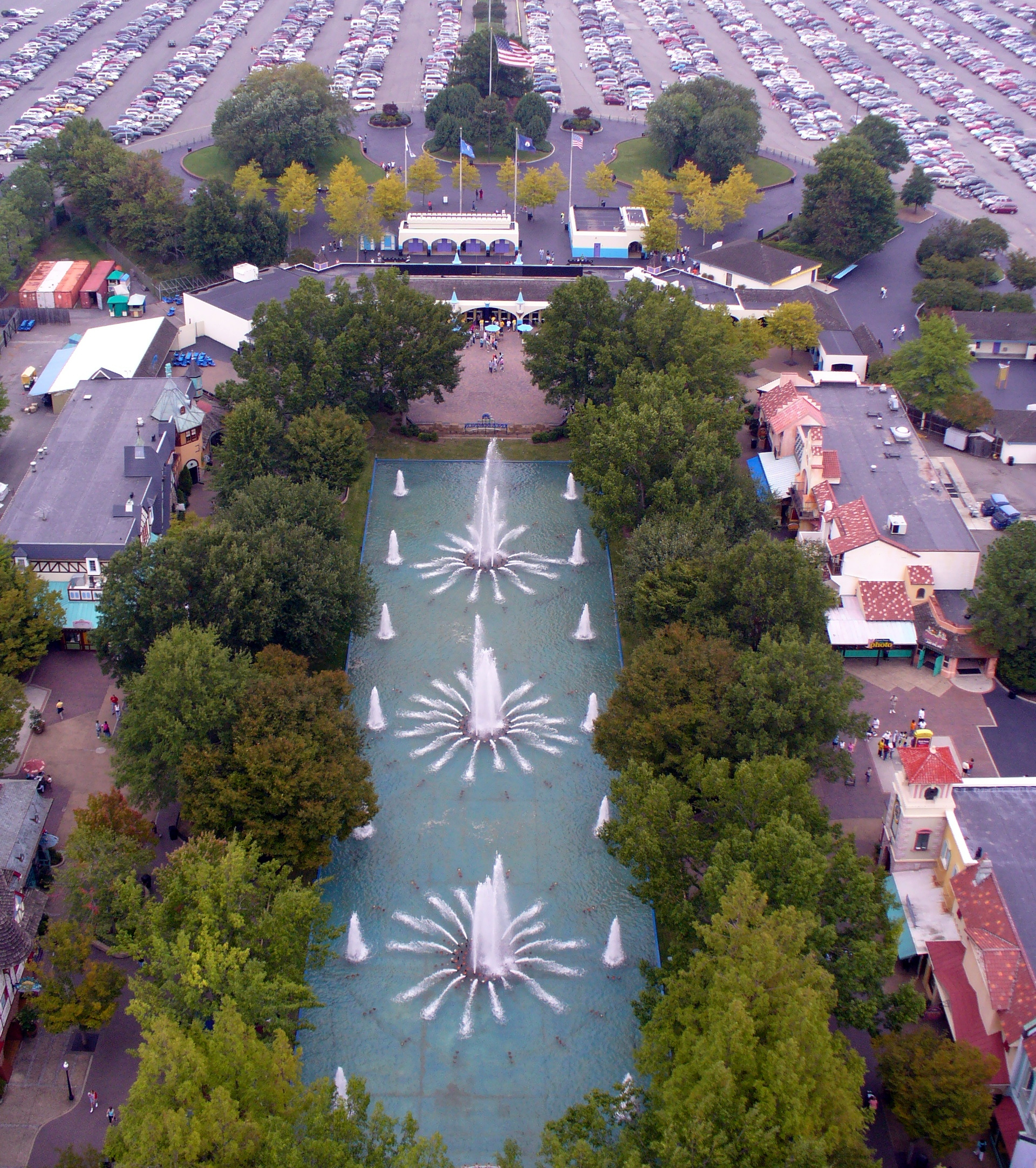
L'entrée du parc.

Kings Dominion ouvre officiellement en 1975 avec 15 attractions. Il a cependant connu en 1974 une préouverture restreinte aux seuls Lion Country Safari, aujourd'hui disparu, et montagnes russes pour enfants désormais appelées Scooby-Doo's Rooler Coaster. En 1975, le parc se voit complété par les attractions Rebel Yell — des montagnes russes à deux pistes parallèles conçues par John C. Allen —, un circuit de bûches, un circuit de voitures de collection, un petit train à vapeur et un ensemble de manèges. D'autres montagnes russes, dénommées Galaxi, sont montées près du bosquet qui jouxte Lake Charles, lac artificiel qui couvre alors près de 4 hectares de la surface du parc. Est ouverte, dès la première saison complète du parc, une réplique à l'échelle 1/3 de la Tour Eiffel, qui offre aux visiteurs un point d'observation sur l'ensemble du parc. En plus de Lion Country Safari, les zones à thème du parc sont nommées The Happy Land of Hanna-Barbera, International Street, Old Virginia et Coney Island, renommée Candy Apple Grove juste avant la saison suivante.
Kings Dominion ajoute en 1977 un cinquième parcours de montagnes russes, cette fois de type navette (montagnes russes à circuit non fermé) et Shuttle Loop de Anton Schwarzkopf, appelées King Kobra. King Kobra fonctionne avec un lanceur à volant d'inertie, et est le premier exemplaire construit de montagnes russes lancées ainsi que le premier Shuttle Loop. Il reste au parc pendant neuf années, et est ensuite déplacé au parc d'attraction Jolly Roger, à Ocean City dans le Maryland. Après plusieurs autres déménagements, il continue à fonctionner de nos jours sous le nom de Katapul à Hopi Hari au Brésil. En 1977, Kings Dominion est l'un des parcs d'attractions retenus pour le tournage du film Rollercoaster.
En plus de King Kobra, Kings Dominion inaugure avant la fin des années 1970 un camping, ainsi que Lost World mountain. Au départ, Lost World propose trois parcours : un flume (bûches) appelé Journey to Atlantis (« Voyage vers l'Atlantide »), une attraction pour enfants dénommée Land of the Dooz, et un manège intitulé Time Shaft. Journey to Atlantis est remplacé en 1980 par Haunted River (« La Rivière hantée »), un autre flume à thème. Kings Dominion ouvre ses deuxièmes montagnes russes en bois, Grizzly, dans les forêts de la zone Old Virginia en 1982. Puis a lieu l'inauguration de son parcours de rapides, White Water Canyon, toujours dans Old Virginia en 1983. Cette même année, un homme est tué, décapité sur le parcours de Galaxi, qui est démonté l'année suivante. Un bateau pirate basculant nommé Berseker voit le jour sur International Street l'année suivante. En 1984, un petit train des Schtroumpfs, Smurf Montain (littéralement « la montagne des Schtroumpfs ») remplace le petit train de la mine Lost World. Depuis cette date, Lost World est dénommé Smurf Mountain. La colline est rebâtie en 1997 et est occupée uniquement par Volcano: The Black Coaster depuis 1998.
Après trois saisons sans nouvelles montagnes russes, Kings Dominion dévoile en 1986 ses nouvelles montagnes russes en position verticale de Togo, baptisées Shockwave. La même année, King Kobra est démantelé et revendu. Shockwave, tout comme le King Kobra, comporte un looping, mais aussi une spirale. (Les montagnes russes en position verticale homonymes King Cobra, similaires au Shockwave et situées dans le parc de Kings Island, ferment en 2002). La troisième et dernière attraction de type montagnes russes que le Kings Dominion ajoute dans les années 1980 est Avalanche, qui demeure le seul exemplaire de montagnes russes bobsleigh des États-Unis.
Les trains d’Avalanche reprennent la thématique des bobsleighs, peints aux couleurs des États-Unis, de l'Allemagne, de la France, du Canada et de la Suisse, donnant ainsi l'impression aux passagers des différents trains qu'ils participent à une épreuve de bobsleigh aux Jeux olympiques d'hiver.
Première portion du parc à avoir ouvert ses portes, Lion Country Safari est démantelée après le rachat du parc par Paramount. La plupart de l'espace qu'occupait Lion Country Safari se trouve derrière les montagnes russes Anaconda ; Kings Dominion possède toujours le terrain mais en utilise la majeure partie comme zone de stockage plutôt que d'y construire de nouvelles attractions. Diamond Falls, un autre flume, est inauguré en 1985 et ferme en 2002. Trois ensembles d'attractions sur rivières artificielles ouvrent en 1987 et restent opérationnelles jusqu'au début des années 1990.

### Début des années 1990: transition vers Paramount
Kings Dominion continue à ajouter de nouvelles zones au parc au début des années 1990. En 1990, Hanna-Barbera Land est agrandi pour y ajouter de nouvelles attractions pour enfants. La saison 1991 voit arriver de nouvelles grandes montagnes russes, Anaconda de Arrow Dynamics, qui sont également les premières montagnes russes à comporter un tunnel sous l'eau (le tunnel passant sous une partie du Lake Charles). Anaconda est au départ commandé avec six retournements, et est facturé comme tel par son fabricant. Cependant, à l'inverse du Drachen Fire, une attraction à six retournements de Arrows qui ouvre ses portes l'année suivante au parc de Busch Gardens Williamsburg, Anaconda comporte seulement quatre inversions : un looping vertical, un sidewinder (boucle irrégulière) et deux vrilles consécutives.
Kings Dominion ouvre son parc aquatique sous le nom de Hurricane Reef en 1992. À son ouverture, celui-ci comprend Monsoon Chutes (deux paires de toboggans chute libre de 20 et 15 mètres respectivement), Torrential Twist (deux toboggans fermés qui s'enroulent l'un sur l'autre), Pipeline (quatre toboggans à l'air libre), Cyclone (trois toboggans fermés, avec une chute libre au milieu), Tidal Wave (deux toboggans dans lesquels on chevauche une chambre à air), Splash Island (aire de jeux pour enfants avec quatre toboggans aquatiques), et une rivière artificielle. Pour construire le parc aquatique, Kings Dominion doit combler les deux tiers du Lake Charles, au plus près de la zone du Candy Apple Grove; Anaconda continue de passer au-dessus, et en dessous, du reste du lac.

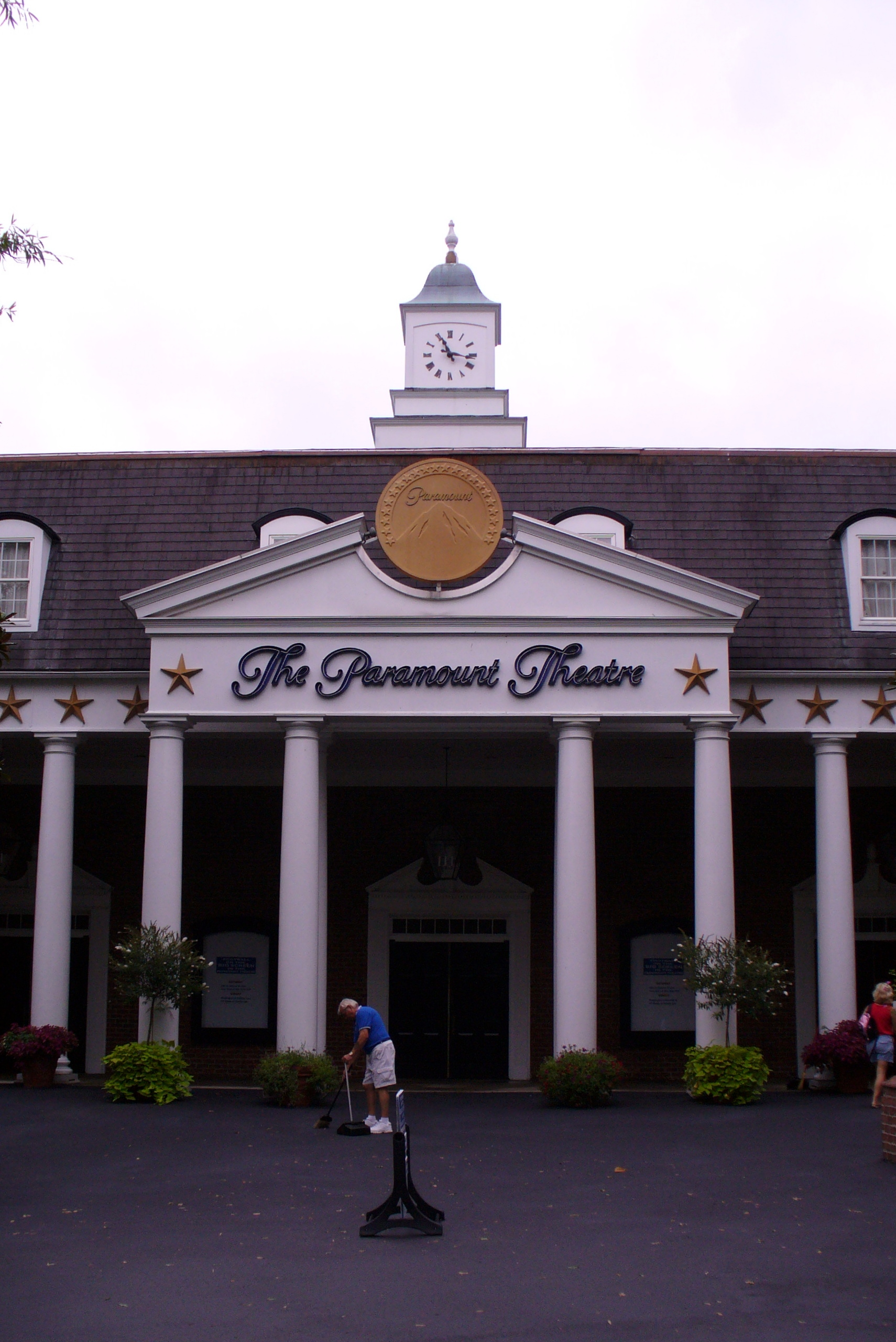
Le Paramount Theatre de Kings Dominion.

### Les années Paramount (1993-2006)
Kings Dominion continue son expansion lorsqu'il devient un des éléments des parcs Paramount en 1993 et change de nom pour devenir Paramount's Kings Dominion. De nouvelles attractions et zones du parc dont la thématique s'inspire des émissions et films Paramount font leur apparition à Paramount's Kings Dominion pratiquement chaque année pendant toute la durée de la gestion Paramount. En 1993 est ajouté un simulateur de mouvement mettant en scène à l'origine le film Jours de tonnerre, et Lion County Safari est démantelé à la fin de la saison. La saison 1994 voit l'arrivée d'une nouvelle zone du parc dont le thème est le film de 1992 Wayne's World, et qui met en scène leurs troisièmes montagnes russes complètement en bois, Hurler, un magasin appelé Rock Shop et un restaurant, Stan Mikita, similaire à celui du film Wayne's World. Depuis lors, le Wayne's World Mikita a été converti en café Happy Days, et le Hurler a perdu sa thématique Wayne's World, à part quelques jets d'eau qui portent toujours des logos aux couleurs du film près de la sortie de l'attraction. L'année suivante, une nouvelle zone pour enfants nommée Nickelodeon Splat City fait son apparition près des montagnes russes Shockwave. Elle est ensuite renommée Nick Central. Smurf Mountain est démontée en 1995, laissant une montagne de polystyrène à l'arrière du parc.
En 1996, le Paramount's Kings Dominion inaugure ses secondes montagnes russes lancées, premières du genre à être propulsées par un moteur à induction linéaire, The Outer Limits: Flight of Fear (littéralement « hors-limites : le vol de la peur »). Outer Limits est lancé à 90 km/h, comporte quatre retournements, et une disposition en « bol de spaghettis » similaire à celle de l'attraction homonyme, le Spaghetti Bowl du Paramount's Kings Island. L'autre caractère notable d’Outer Limits en dehors de son lanceur est que le parcours se déroule dans une semi-obscurité ; les passagers ne voient pas où ils vont. (Six Flags America, un parc voisin dans le Maryland, comporte des montagnes russes similaires à Flight of Fear, appelées Joker's Jinx. Toutefois, le Joker's Jinx est à l'air libre.) Cinq ans après l'ouverture du Outer Limits, l'autorisation pour les parcs Paramount d'utiliser la thématique de Au-delà du réel, l'émission de télévision éponyme, vient à expiration. Toutes les références à la série dans l'attraction et sa file d'attente sont donc supprimées, et l'attraction est renommée Flight of Fear.
En 1997 a lieu le relookage de la zone Hanna-Barbera, renommée Kidzville. Y sont adjointes les nouvelles montagnes russes Taxi Jam, et l'aire de jeu Scooby's Playpark devient un parc pour bébés sur le thème de la construction, appelé Kidz Construction Co.. Yogi Bear est enlevé de son excavation, et cette attraction est renommée Treasure Cave (la « Grotte au Trésor ») et remplie de résidus industriels issus des autres attractions.
Le Paramount's Kings Dominion continue en 1998 dans la voie de ce qui devient une mode : ajouter des montagnes russes lancées. Ils ouvrent Volcano, The Blast Coaster à l'ancien emplacement de Lost World Mountain. Les attractions précédentes ont toutes été démontées plusieurs années auparavant, et le Volcano impose de faire subir à la colline des transformations majeures. Le Volcano, fabriqué par Intamin, est la premières montagne russe lancée, inversée, à moteur linéaire à induction (« LIM-launched »). L'attraction est composée de deux lanceurs séparés, un looping vertical en sortant de la montagne (accompagné d'un jet de feu qui jaillit de la montagne derrière les gens), et trois vrilles zéro-G sur le tracé descendant. Volcano s'inspire du thème du film homonyme de la Paramount, sorti en 1997. Les autres parcs d'attraction de la Paramount ajoutent pour leur part des montagnes russes inversées ou suspendues, s'inspirant du thème de Top Gun à peu près à la même époque. Pendant les deux saisons suivantes, Paramount's Kings Dominion étend la zone Hurricane Reef au-delà du Rebel Yell et la renomme Waterworks. (La plus grande partie de Hurricane Reef originel reste ouverte jusqu'en 2006 ; les deux zones sont connectées par un passage sous le Rebel Tell.) La nouvelle partie de Waterworks' comprend Pipeline Peak, un ensemble de quatre toboggans à eau fermés, dont l'un d'entre eux, Night Slider, est le plus grand toboggan à eau chute libre en obscurité du monde. En 2000 ouvre Nick Central, sur l'emplacement précédemment occupé par Nick Splat City et une partie de Kidzville.
Le parc s'enrichit de ses troisièmes montagnes russes lancées, Hypersonic XLC, en 2001. Hypersonic XLC, lancé par air comprimé et fabriqué par S&S Worldwide, propulse les passagers de 0 à 130 km/h en 1,9 seconde, les faisant grimper une pente à 90 degrés et les lâchant du sommet. Le parcours complet dure environ 25 secondes. Le Hypersonic XLC tombe souvent en panne, et est fermé pendant les trois premiers mois de sa deuxième saison ; aucun autre parc Paramount n'installe une attraction similaire. Le Hypersonic XLC aide néanmoins le Paramount's Kings Dominion à se construire la réputation de « capitale mondiales des montagnes russes lancées ».
Au début des années 2000, le Paramount's Kings Dominion ouvre de nouvelles attractions similaires à celles existant dans les autres parcs Paramount. En 2002, c'est le Ricochet, un parcours Wild Mouse. Un autre Ricochet est installé à Carowinds en 2002. Diamond Falls, l'attraction de bûches géante du Paramount's Kings Dominion, ferme également cette saison. La saison 2003 est celle où le Kings Dominion devient le dernier de plusieurs parcs Paramount à ouvrir une Drop Zone Stunt Tower. La Drop Zone du Paramount's Kings Dominion, culminant à 93 m de hauteur, est l'attraction de chute libre la plus haute du monde au moment de son inauguration. EN 2004, Paramount's Kings Dominion s'enrichit du Scooby-Doo! et du Haunted Mansion, une maison hantée ; des attractions similaires sur le thème de Scooby-Doo ont ouvert dans trois autres parcs Paramount lors des trois saisons précédentes. La saison suivante, le Paramount's Kings Dominion s'adjoint un top spin inversé, nommé Tomb Raider : Firefall, version extérieure d'une attraction similaire nommée Tomb Raider : The Ride du Paramount's Kings Island. La différence entre les deux attractions réside dans le fait que dans la version du Kings Dominion, les pieds des passagers se balancent librement dans le vide alors qu'au Kings Island, il y a un plancher. Lors de la saison 2006, le Paramount's Kings Dominion ouvre Italian Job Turbo Coaster, quatrièmes montagnes russes lancées. À l'inverse des montagnes russes lancées construites précédemment au Paramount's Kings Dominion, chacune plus rapide que la précédente, Italian Job Turbo Coaster est semblable à l'attraction Italian Job : Stunt Track du Kings Island, et à Italian Job : Stunt Track du Canada's Wonderland, qui ouvrent toutes les deux en 2005.

### Transition vers Cedar Fair (depuis 2006)
La gestion des parcs Paramount est transférée de Viacom à CBS Corporation au début de la saison 2006 ; les parcs étaient eux-mêmes en vente depuis la fin de la saison précédente. CBS réalise plusieurs opérations controversées au Paramount's Kings Dominion pendant la saison 2006. Tout d'abord, Italian Job Turbo Coaster dont l'ouverture avait été annoncée à la télévision au début de la saison 2006, n'ouvre finalement ses portes que fin mai, la saison étant déjà entamée de près de deux mois. Le placement de l'attraction est plutôt douteux : certains visiteurs critiquent la direction du parc pour avoir placé l'entrée de Italian Job, dont le thème est celui d'une poursuite en ville, au milieu de la zone Congo du parc, dont la thématique est celle de l'Afrique, près de Anaconda. Deuxièmement, les visiteurs découvrent pendant la saison 2006 que les arbres de la file d'attente du Grizzly ont été coupés pour faire place à une nouvelle attraction de karting appelée Thunder Raceway. Troisièmement, Paramount's Kings Dominion ferme le Flight of Fear sans préavis. Après que des rumeurs ont suggéré qu'il serait relocalisé dans un autre ancien parc de la Paramount, à la suite de la reprise du Paramount's Kings Dominion par Cedar Fair, le parc finit par rendre l'attraction à nouveau opérationnelle et le Flight of Fear rouvre le 18 août, mettant fin aux spéculations concernant sa délocalisation ou sa vente.
Le 22 mai 2006, Cedar Fair Entertainment Company annonce le rachat de l'ensemble des cinq parcs Paramount La vente est finalisée le 30 juin 2006.
Le 4 décembre 2006, Kings Dominion annonce dans la presse les détails de l'agrandissement de Waterworks en 2007, et les changements de tarification du parc. Le parc baisse le prix d'une entrée d'une journée de 50 USD, l'amenant à 44,95 USD. Cedar Point opère les mêmes changements de prix en 2006. C'est la première fois que Kings Dominion baisse ses prix d'entrée pour une saison complète. De plus, ils remettent en vigueur le Starlight discount qui permet d'entrée à partir de 16 h pour seulement 29,99 USD. Kings Dominion ajoute également une deuxième piscine à vagues, appelée Tidal Wave Bay, une attraction de rafting par groupes de quatre personnes appelée Zoom Flume, et un Tornado de Proslide.
En décembre 2006, Kings Dominion met Hypersonic XLC en vente et annonce son intention de le laisser en service jusqu'à ce qu'il trouve un acheteur ; il reste ainsi ouvert pendant la saison 2007. Le 23 octobre 2007, Kings Dominion annonça l'arrivée des montagnes russes sans plancher Dominator, en provenance du Geauga Lake's Wildwater Kingdom à la suite de sa fermeture. Celles-ci seraient situées dans International Street. Pendant l'inter-saison, Cedar Fair renomme les deux dernières attractions ouvertes sous un thème Paramount : Italian Job : Turbo Coaster devient Backlot Stunt Coaster et Tomb Raider : Firefall est renommé The Crypt. De même, le Paramount Theater s'appelle désormais Kings Dominion Theater.

## Propriétaires
Le parc d'attraction est initialement construit et possédé par Family Leisure Centers, une coentreprise entre Top Value Enterprises et Taft Broadcasting Company, toutes deux implantées à Cincinnati dans l'Ohio.
En 1993, Paramount Parks rachète Kings Dominion et le rebaptise Paramount's Kings Dominion.
Le 27 janvier 2006, CBS Corporation annonce son intention de vendre Kings Dominion et les autres parcs de sa division Paramount Parks à la fin de l'année.
Le 30 juin 2006, Cedar Fair Entertainment Company se porte acquéreur de Kings Dominion ainsi que de l'ensemble des parcs détenus par la Paramount pour un prix de 1,24 milliard de dollars américains.

## Attractions actuelles

### International Street
International Street est la rue principale du parc, celle qui accueille les visiteurs dès leur entrée. Les deux côtés de la rue sont bordés de magasins, dont deux boutiques de souvenirs du parc situées juste à la grille principale du parc. International Street comporte également une attraction, le Berseker. Originellement, seuls la rue et ses magasins sont considérés comme faisant partie d' International Street ; pendant les années Paramount du parc, les limites de la zone sont repoussées pour y inclure le cinéma Action F/X Theater.
À l'instar du Kings Island, la pièce centrale du Kings Dominion est sa réplique à l'échelle 1/3 de la tour Eiffel, située juste de l'autre côté de la fontaine d' International Street par rapport à la porte d'entrée du parc. Cette tour a été construite par l'ancienne société Bristol Steel de Richmond, en Virginie. Un ascenseur y transporte régulièrement les gens vers la tour d'observation, qui permet d'avoir une vue sur l'ensemble du parc. Le pont d'observation offrait la meilleure place pour voir le feu d'artifice de nuit, qui n'est désormais plus tiré, et les feux d'artifice du 4 juillet qui sont tirés depuis derrière les montagnes russes Anaconda.
- Grande Bandstande propose des concerts.
- Eiffel Tower (ouverte en 1975) est une réplique à l'échelle 1/3 de la Tour Eiffel ; les visiteurs peuvent emprunter l'ascenseur jusqu'au pont d'observation à 84 mètres de hauteur.
- Berserker (ouvert en 1984) est un bateau pirate de style Viking basculant, semblable au Looping Starship.
- Paramount Action F/X Theater, cinéma à simulateur de mouvement, a ouvert en 1993. Sur cet emplacement, le parc avait préalablement installé depuis 1975 un spectacle sur le thème country western, intitulé Hoedown, mais cette attraction était considérée comme faisant partie de la section Old Virginia[26]. Au début des années 1990, cette attraction devint l'amphithéatre Country Crossroads[27]. Le Country Crossriads Amphitheater ferme après la saison 1992, et est remplacé par le Days of Thunder, un simulateur de mouvement ; à cette époque, les limites d' International Street sont repoussées pour inclure Days of Thunder. Après cinq saisons du film Days of Thunder, le Paramount Action F/X Theater reçoit son nom actuel, et présente un ensemble de films variés dans ses deux simulateurs de mouvement. En 2007 est projeté un film 3D intitulé SpongeBob SquarePants sur le thème de Bob l'éponge.
- Dominator roller coaster (ouvert en 2008) est une attraction de montagnes russes sans plancher, construite par Bolliger & Mabillard. Il comprend cinq inversions, et détient le record du plus grand looping vertical sur des montagnes russes (41 mètres de haut), et des plus longues montagnes russes du monde (1,3 km). Initialement, cette attraction était installée au Geauga Lake.

### Old Virginia
Old Virginia est un quartier situé à l'est du parc, basé sur le thème de la Virginie. Ce quartier représente donc l'état américain où se trouve le parc. Le quartier est composé aussi de plusieurs attractions aquatiques :
- Shenandoah Lumber Company, Shoot the Chute d'Arrow Dynamics, désignée comme l'une des attractions les plus populaires du parc.
- White Water Canyon, une attraction aquatique de type bouées construite par Intamin.

## Chronologie des attractions
- 1975 : ouverture du parc. Rebel Yell (montagnes russes).
- 1976 : Apple Turnover.
- 1977 : King Kobra (montagnes russes).
- 1978 : ouverture du campement.
- 1979 : zone Lost World, avec Journey to Atlantis, Land of the Dooz et Timeshaft.
- 1980 : Haunted River remplace Journey to Atlantis.
- 1981 : Widescreen.
- 1982 : Grizzly (montagnes russes) ; Showplace Amphitheatre.
- 1983 : White Water Canyon.
- 1984 : Smurf Mountain remplace Land of the Dooz ; Berserker.
- 1985 : Diamond Falls ; Scooby's Play Park.
- 1986 : Shockwave (montagnes russes) ; King Kobra est retiré.
- 1987 : Racing Rivers.
- 1988 : Avalanche (montagnes russes).
- 1989 : Sky Pilot.
- 1990 : extension Hanna-Barbera.
- 1991 : Anaconda (montagnes russes).
- 1992 : parc aquatique Hurricane Reef.
- 1993 : Days of Thunder.
- 1994 : Hurler (montagnes russes) ; le train à vapeur Old Dominion Line est retiré.
- 1995 : Nickelodeon Splat City. Showplace Amphitheatre rouvre sous le nom de Kingswood Amphitheatre. Smurf Mountain est retirée.
- 1996 : Outer Limits ; Extreme SkyFlyer.
- 1997 : Taxi Jam (montagnes russes) ; Hanna-Barbera Land est renommé KidZville.
- 1998 : Volcano, The Blast Coaster (montagnes russes) ; Paramount Action F/X Theater remplace Days of Thunder.
- 1999 : Extension du parc aquatique Hurricane Reef, renommé Waterworks.
- 2000 : Nickelodeon Central ; Pipeline Peak ajoutée à Waterworks.
- 2001 : HyperSonic XLC (montagnes russes) ; 7th Portal. Outer Limits renommé Flight of Fear.
- 2002 : Ricochet (montagnes russes) ; Triple Spin ; fermeture de Diamond Falls.
- 2003 : Drop Zone Stunt Tower (tour de chute) ; SpongeBob SquarePants 3D.
- 2004 : Scooby Doo et Haunted Mansion.
- 2005 : Tomb Raider Firefall (top spin) ; disparition de la zone enfants et de Waterworks.
- 2006 : Italian Job Turbo Coaster.
- 2007 : Tidal Wave Bay, Tornado, et Zoom Flume ajoutées à Waterworks.
- 2008 : Dominator.
- 2009 : EL Dorado.
- 2010 : Intimidator 305.
- 2011 : Snoopy's Starlight Spectular.
- 2012 : WindSeeker et Dinosaurs Alive!.
- 2013 : extension de Planet Snoopy.
- 2014 : célébrations du 40e anniversaire.
- 2015 : WaterWorks est agrandie et renommée Soak City ; Fermeture de Shockwave et Hurler.
- 2016 : Delirium.
- 2017 : extension de Planet Snoopy.
- 2018 : Twisted Timbers et WinterFest.

## Montagnes russes

### Montagnes russes actuelles
| Nom                                                         | Type                                   | Constructeur                   | Année d'ouverture |
| ----------------------------------------------------------- | -------------------------------------- | ------------------------------ | ----------------- |
| Apple Zapple Anciennement Ricochet                          | Wild Mouse                             | Mack Rides                     | 2002 le 23 mars   |
| Backlot Stunt Coaster                                       | Montagnes russes lancées               | Premier Rides                  | 2006 le 27 mai    |
| Dominator                                                   | Montagnes russes sans sol              | Bolliger & Mabillard           | 2008 le 24 mai    |
| Flight of Fear                                              | Montagnes russes lancées en intérieur  | Premier Rides                  | 1996 le 18 juin   |
| Great Pumpkin Coaster Anciennement Taxi Jam                 | Montagnes russes assises junior        | Miler Coaster (en)             | 1997 le 29 mars   |
| Grizzly                                                     | Montagnes russes en bois               | King's Entertainment Company   | 1982 le 27 mars   |
| Pantherian                                                  | Giga montagnes russes                  | Intamin                        | 2010 le 2 avril   |
| Racer 75 Anciennement Rebel Yell                            | Montagnes russes en bois racing        | Philadelphia Toboggan Coasters | 1975 le 3 mai     |
| Rapterra                                                    | Montagnes russes Wing Rider            | Bolliger & Mabillard           | 2025              |
| Reptilian Anciennement Avalanche                            | Montagnes russes Bobsleigh en métal    | Mack Rides                     | 1988              |
| Tumbili                                                     | Montagnes russes quadridimensionnelles | Rocky Mountain Construction    | 2022 le 12 mars   |
| Twisted Timbers                                             | Montagnes russes hybrides              | S&S - Sansei Technologies      | 2018 le 24 mars   |
| Woodstock Express Anciennement Scooby-Doo's Ghoster Coaster | Montagnes russes en bois junior        | Philadelphia Toboggan Coasters | 1974              |

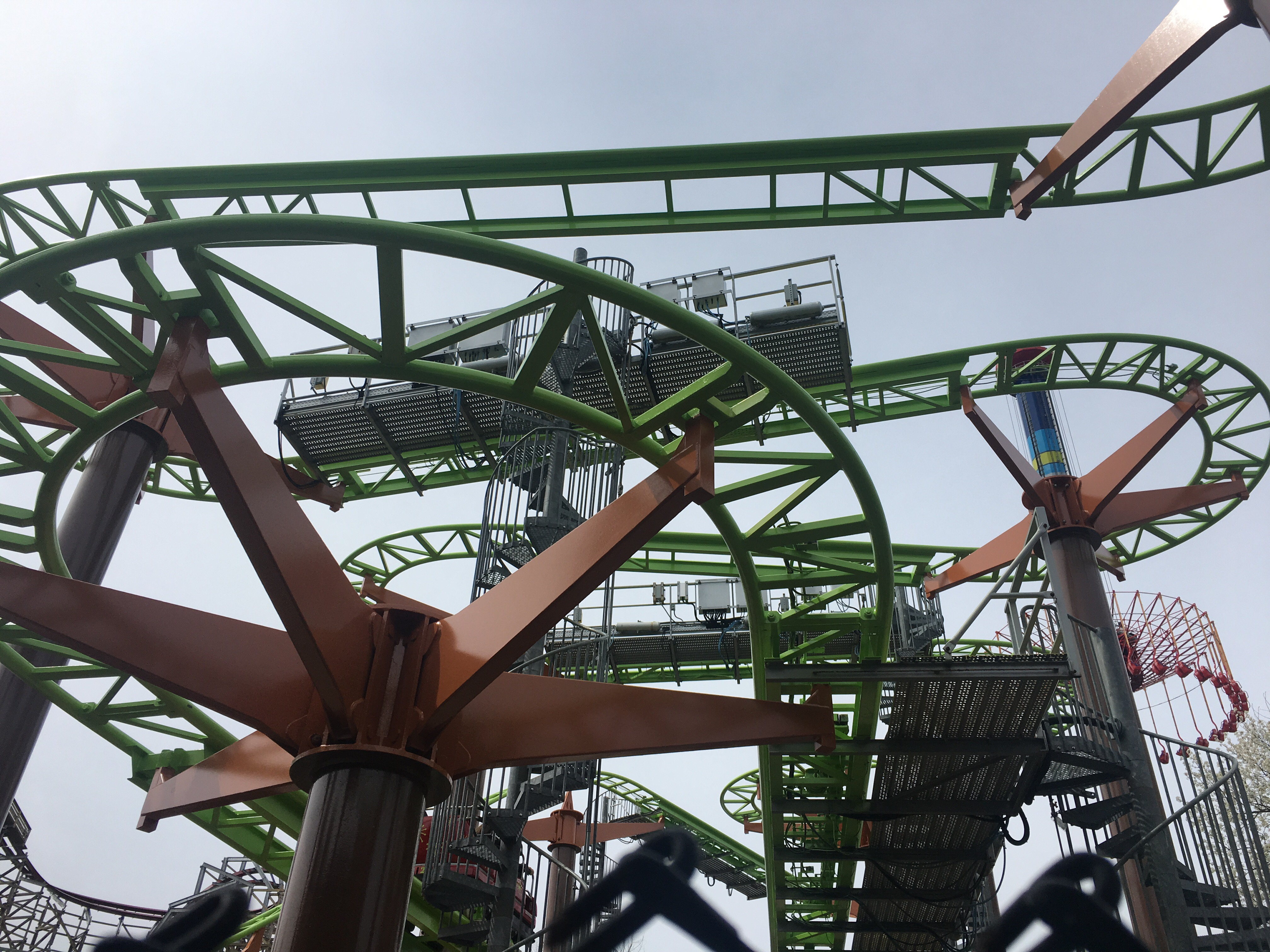
Apple Zapple
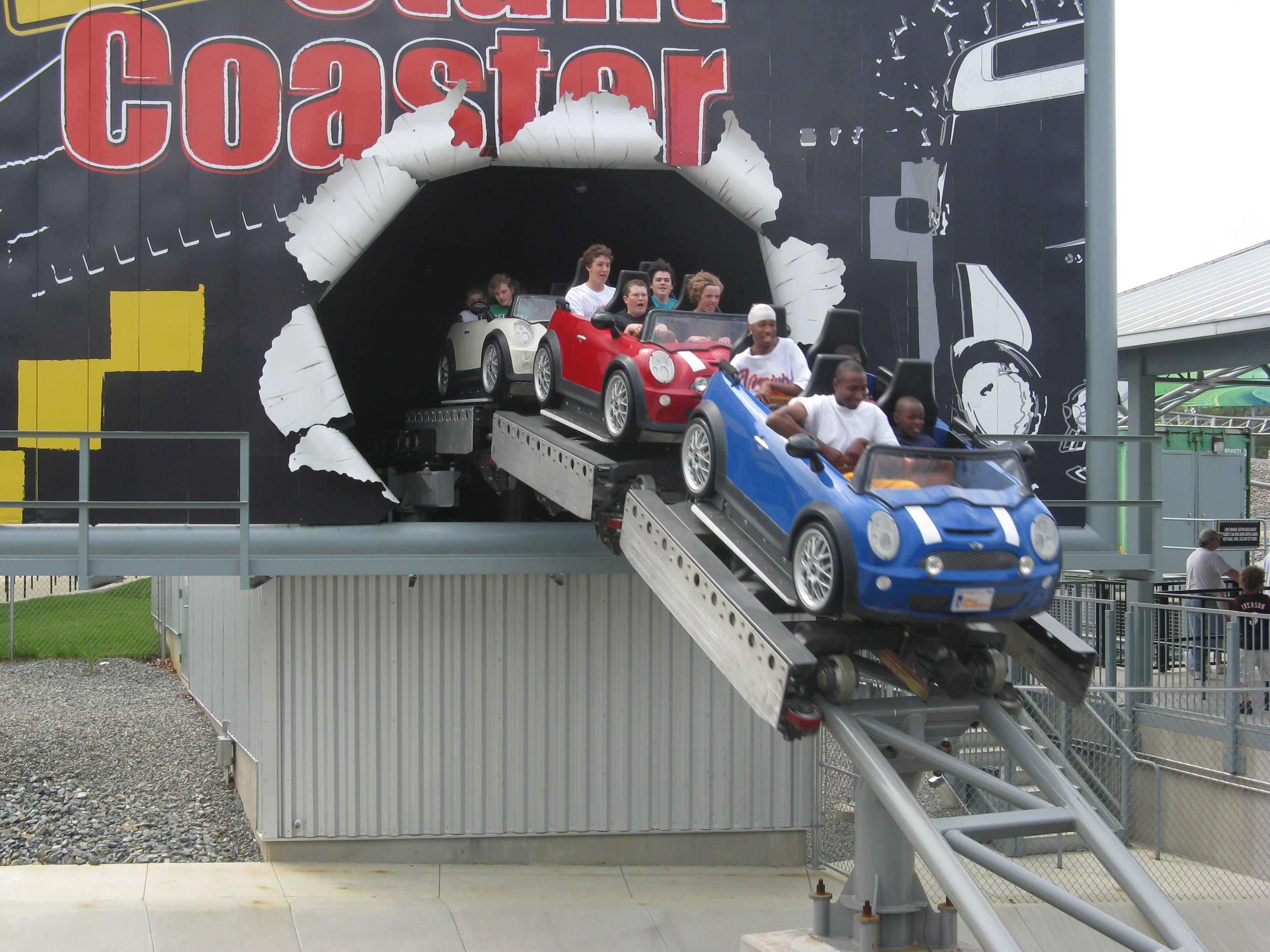
Backlot Stunt Coaster
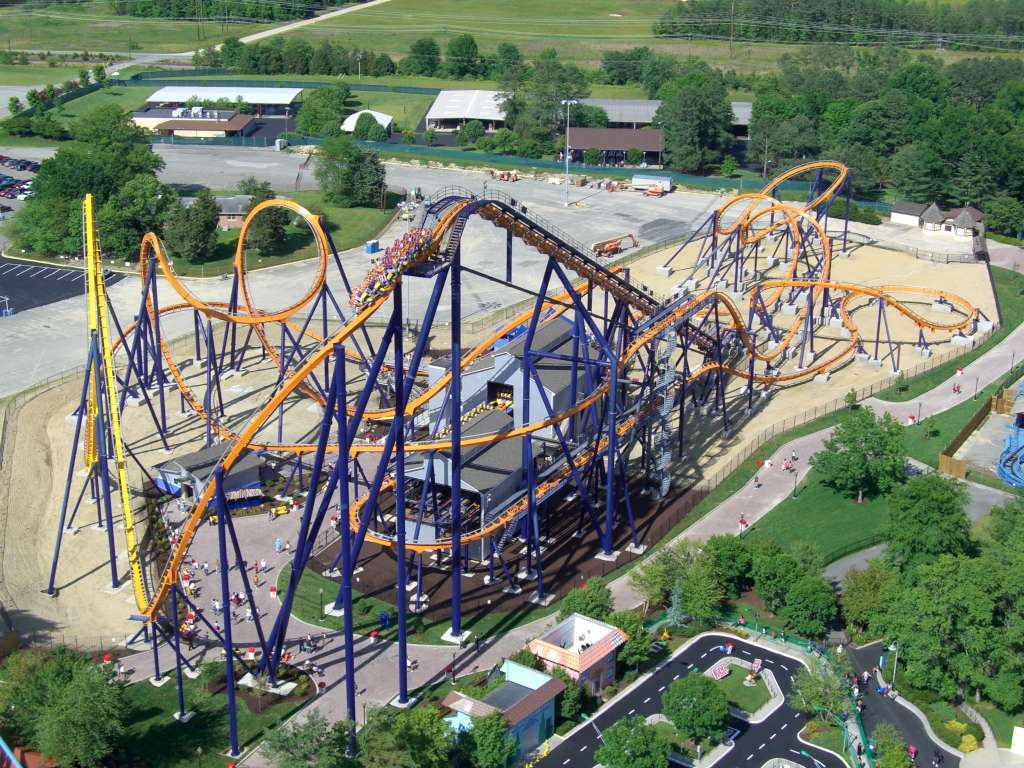
Dominator
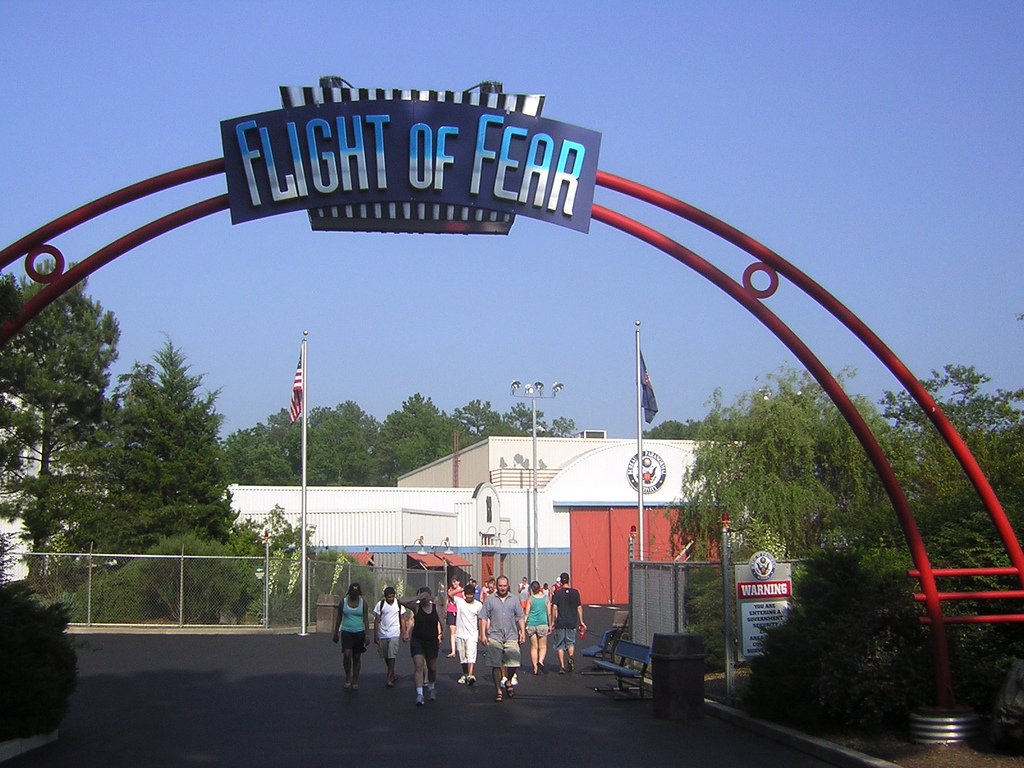
Flight of Fear
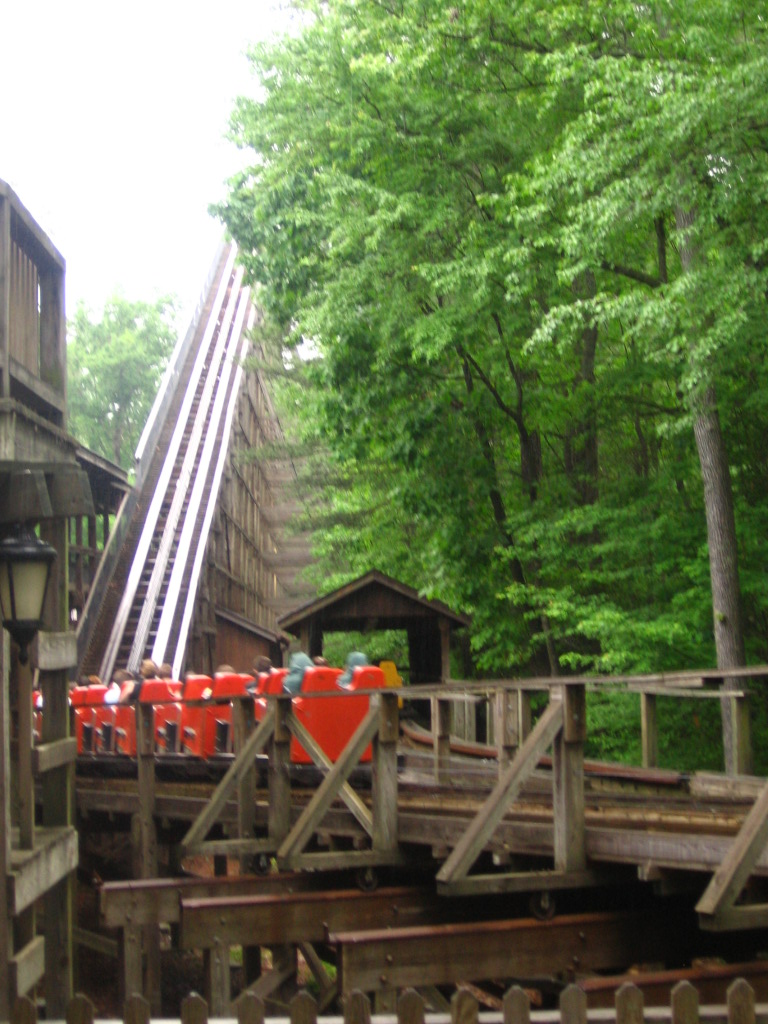
Grizzly
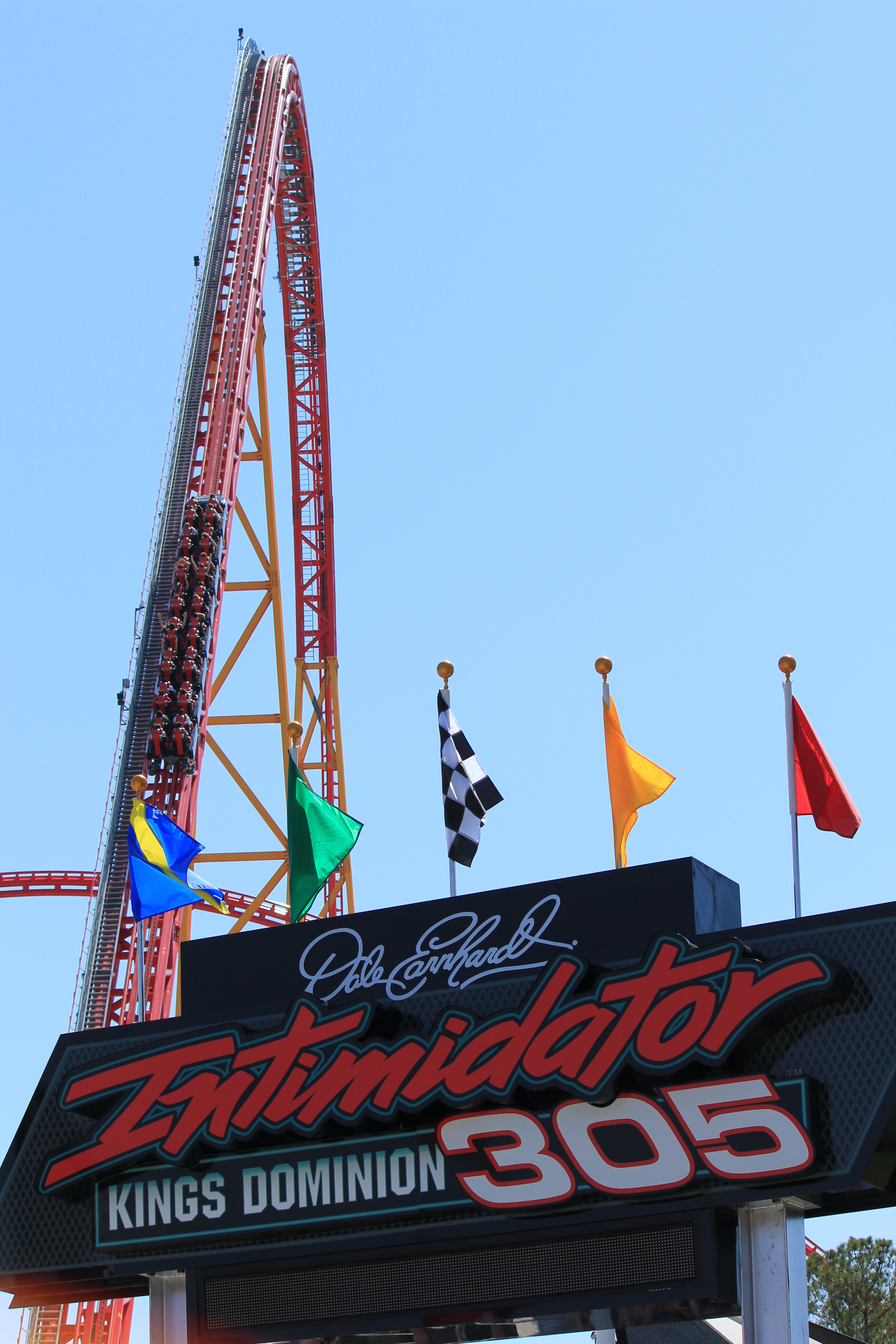
Pantherian
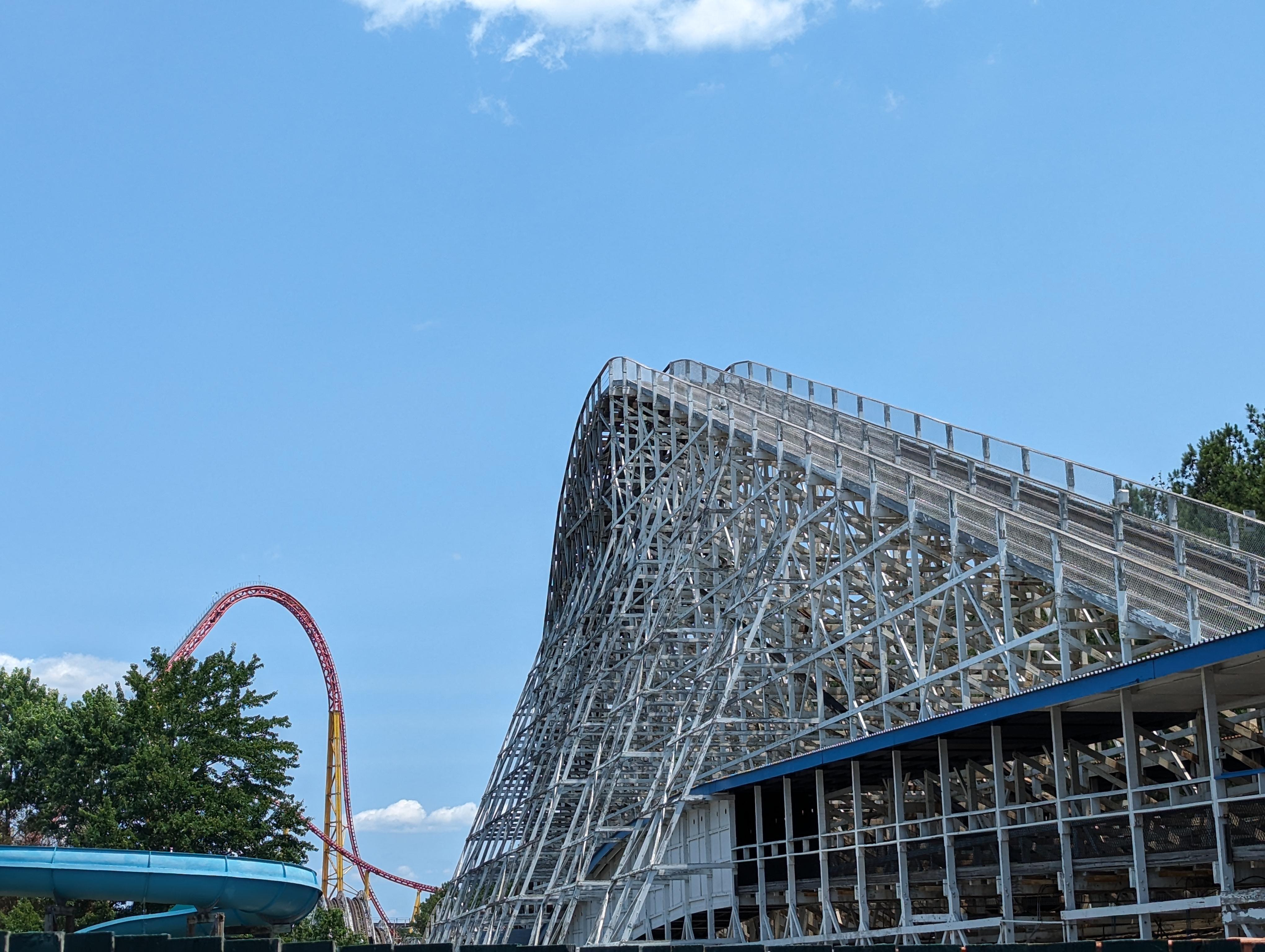
Racer 75
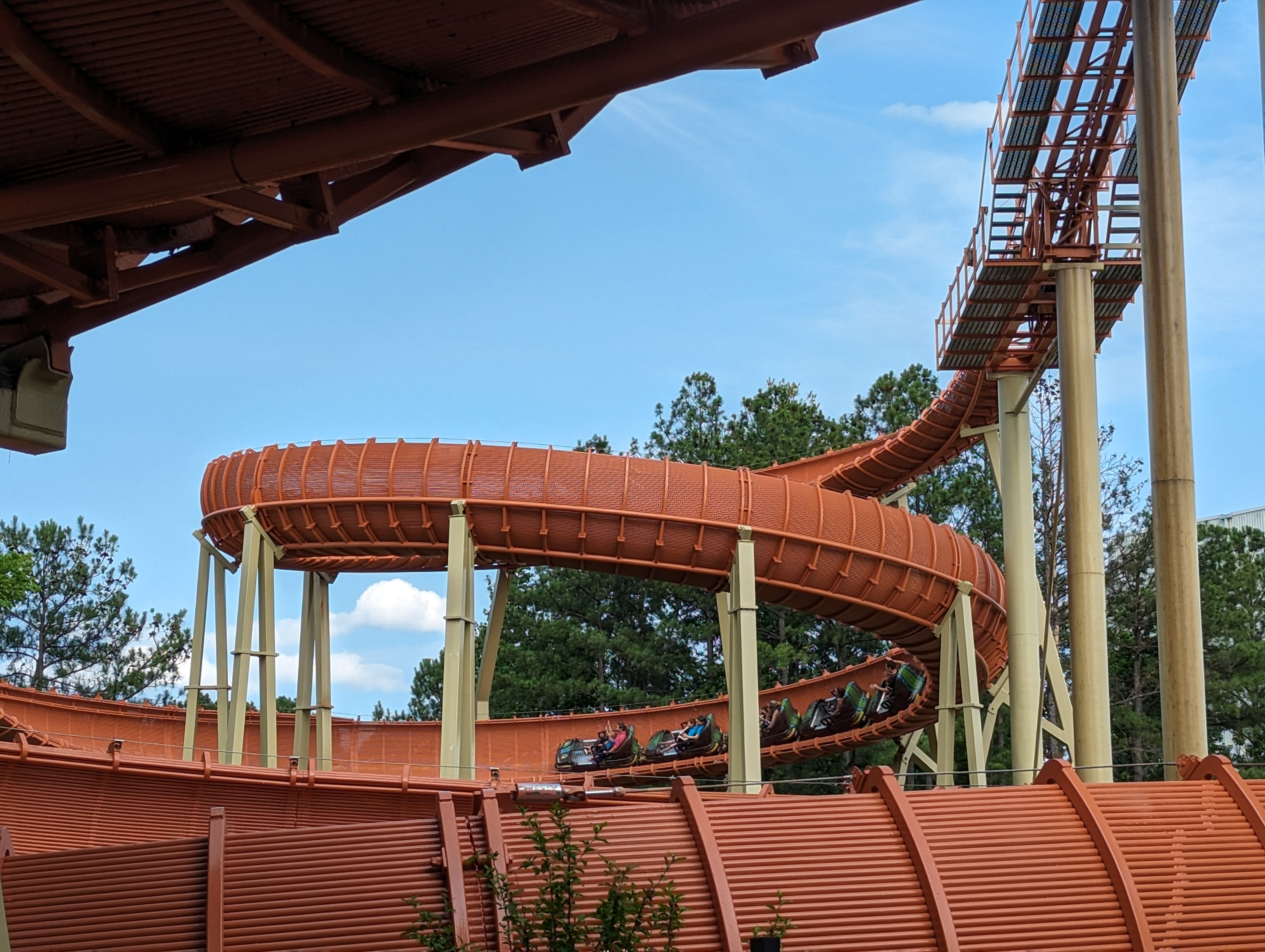
Reptilian
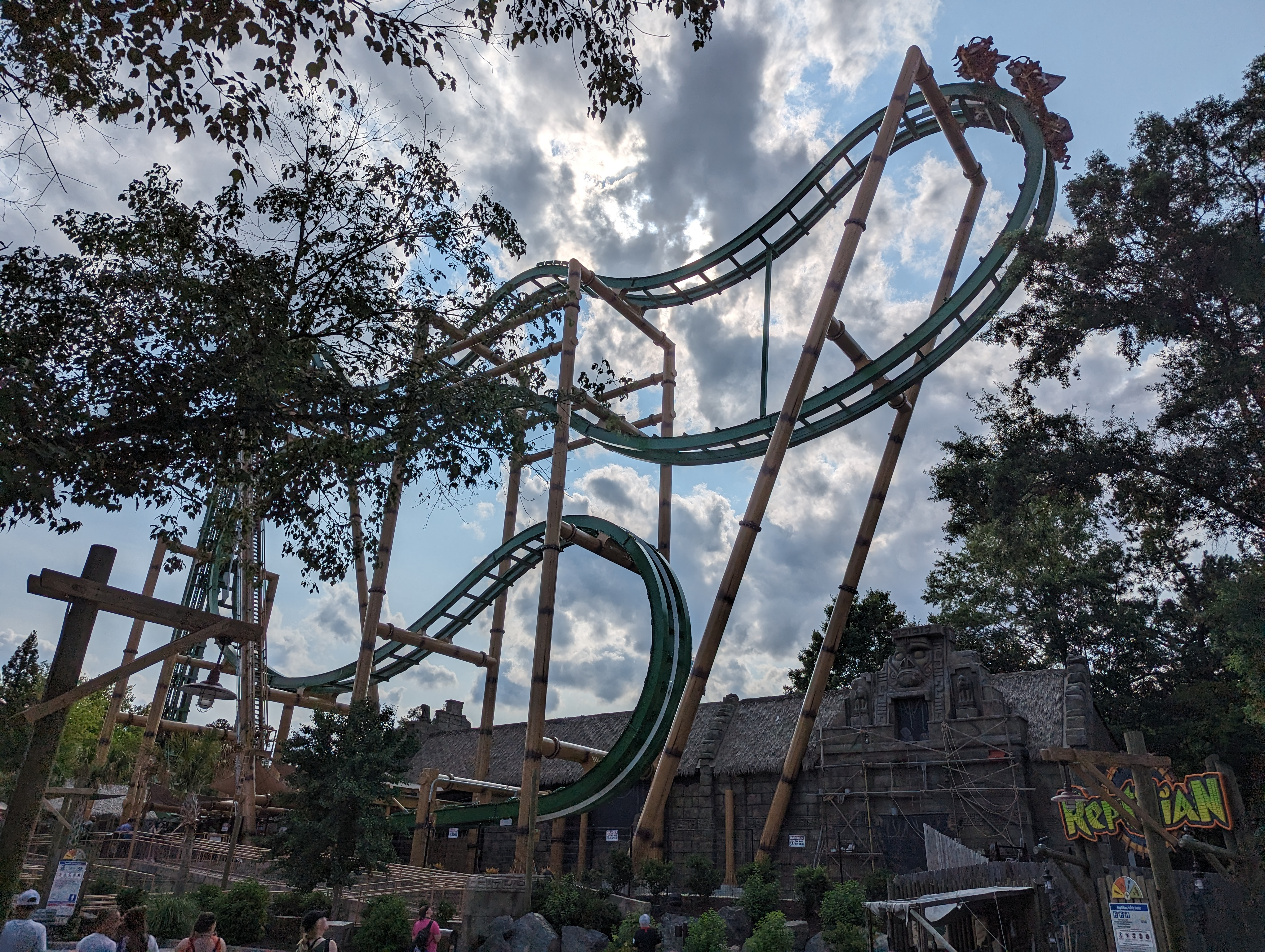
Tumbili
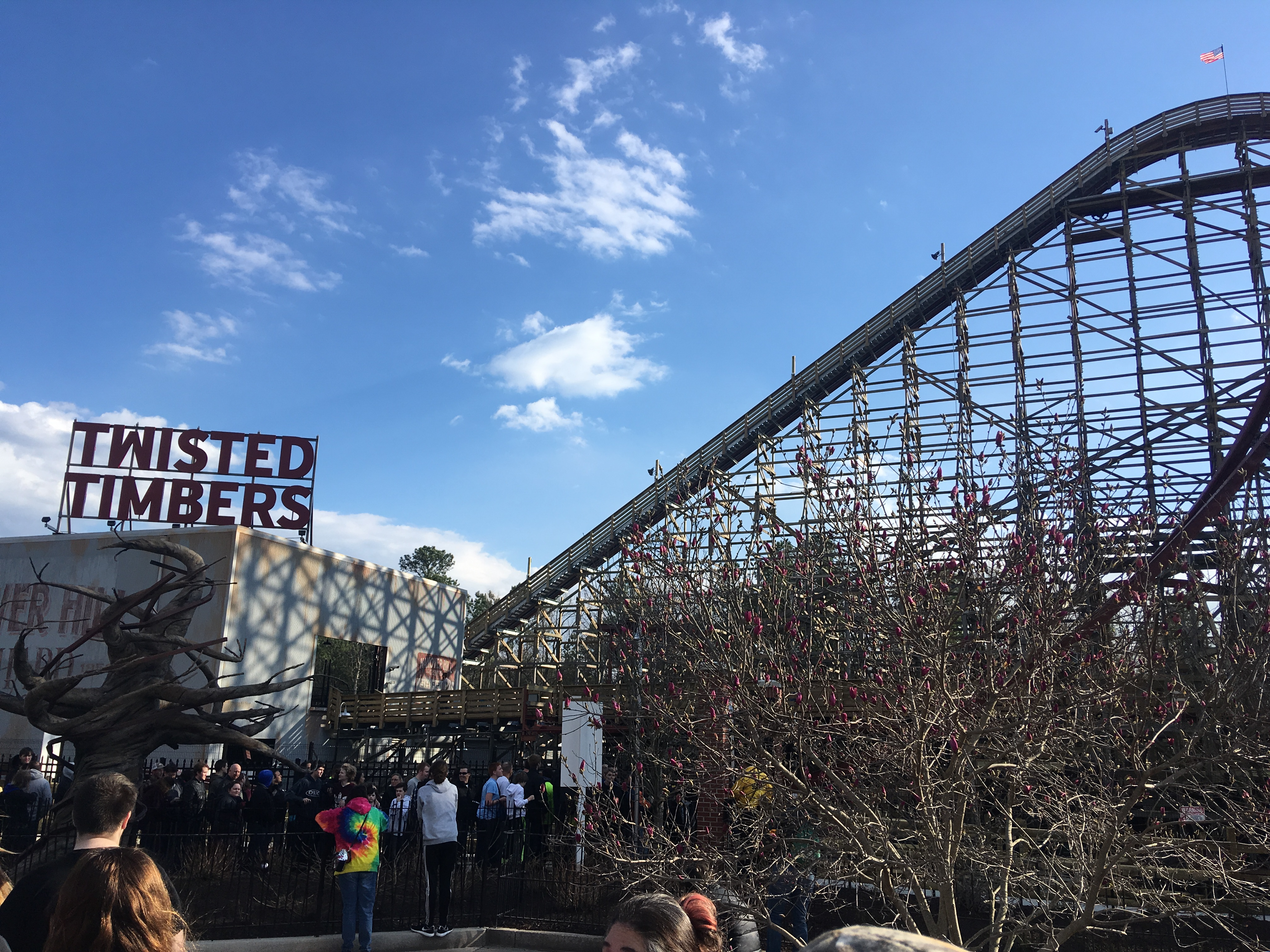
Twisted Timbers
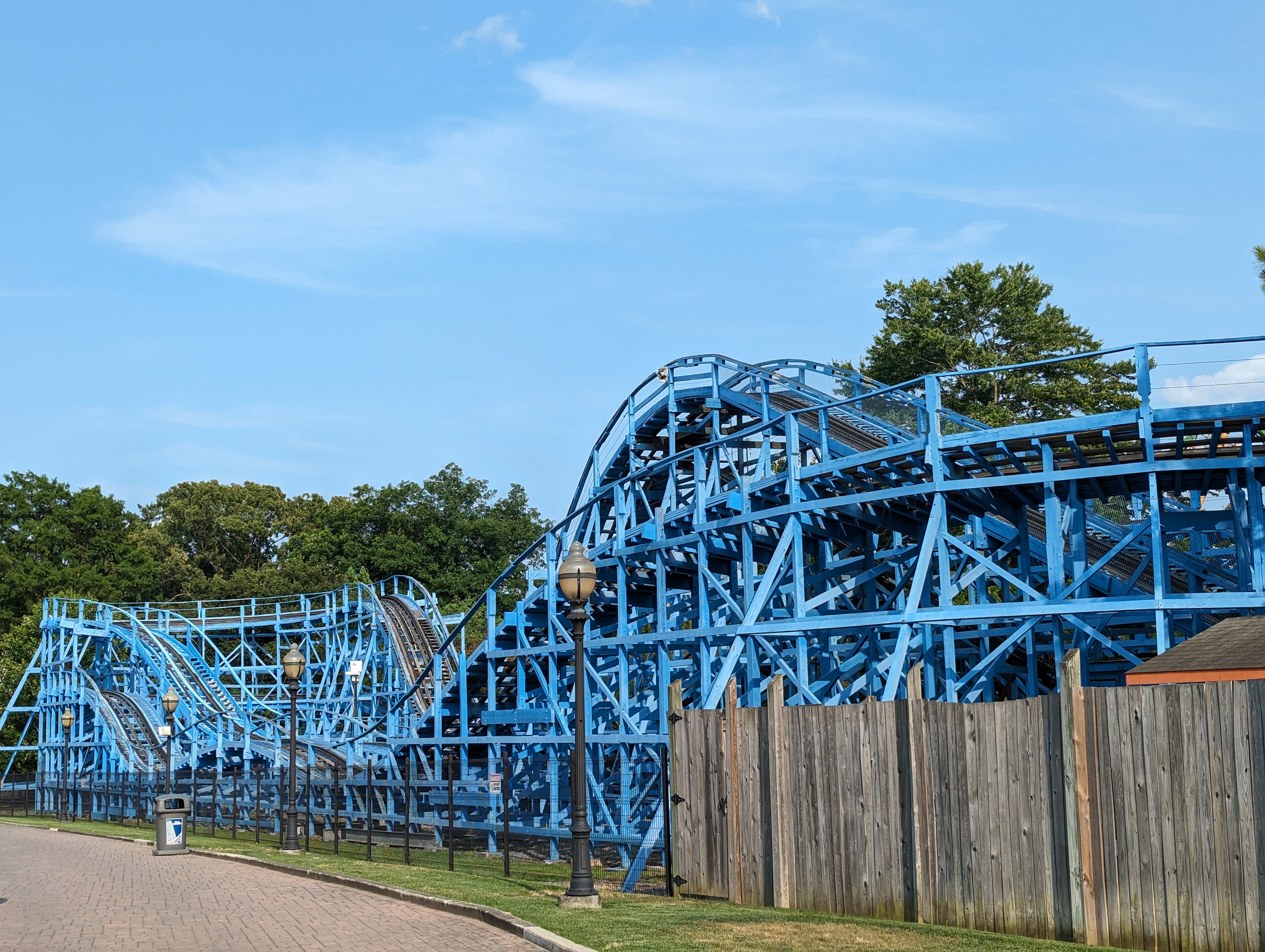
Woodstock Express

### Anciennes montagnes russes
| Nom                        | Type                               | Constructeur           | Année d'ouverture | Année de fermeture | Relocalisation et autres informations |
| -------------------------- | ---------------------------------- | ---------------------- | ----------------- | ------------------ | --- |
| Anaconda                   | Montagnes russes assises           | Arrow Dynamics         | 1991 le 23 mars   | 2024 le 3 novembre | |
| Galaxi                     | Montagnes russes assises           | S.D.C.                 | 1975              | 1983               | Relocalisé à Myrtle Beach Pavilion sous le nom Galaxi où il fonctionnera de 1985 à 1997.                                                                                             |
| Hurler                     | Montagnes russes en bois           | International Coasters | 1994 le 28 avril  | 2015               | Transformé en montagnes russes hybrides nommées Twisted Timbers en 2018. |
| HyperSonic XLC             | Montagnes russes lancées           | S&S Worldwide          | 2001 le 24 mars   | 2007               | Les pièces sont stockées dans l'attente d'un acquéreur. |
| King Kobra                 | Montagnes russes navette lancées   | Anton Schwarzkopf      | 1977              | 1986               | Relocalisé à : Jolly Roger Amusement Park sous le nom King Kobra de 1987 à 1989. Alton Towers sous le nom Thunderlooper de 1990 à 1996 et Hopi Hari sous le nom Katapul depuis 1999. |
| Shockwave                  | Montagnes russes debout            | Togo                   | 1986 le 23 mars   | 2015 le 9 août     | |
| Volcano, The Blast Coaster | Montagnes russes inversées lancées | Intamin                | 1998 le 3 août    | 2018               | |

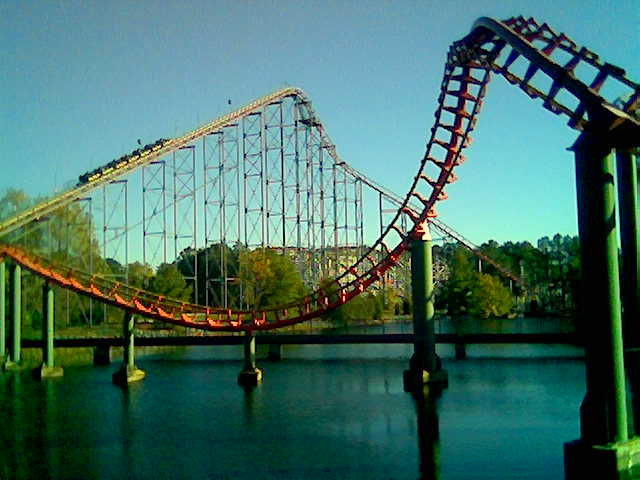
Anaconda
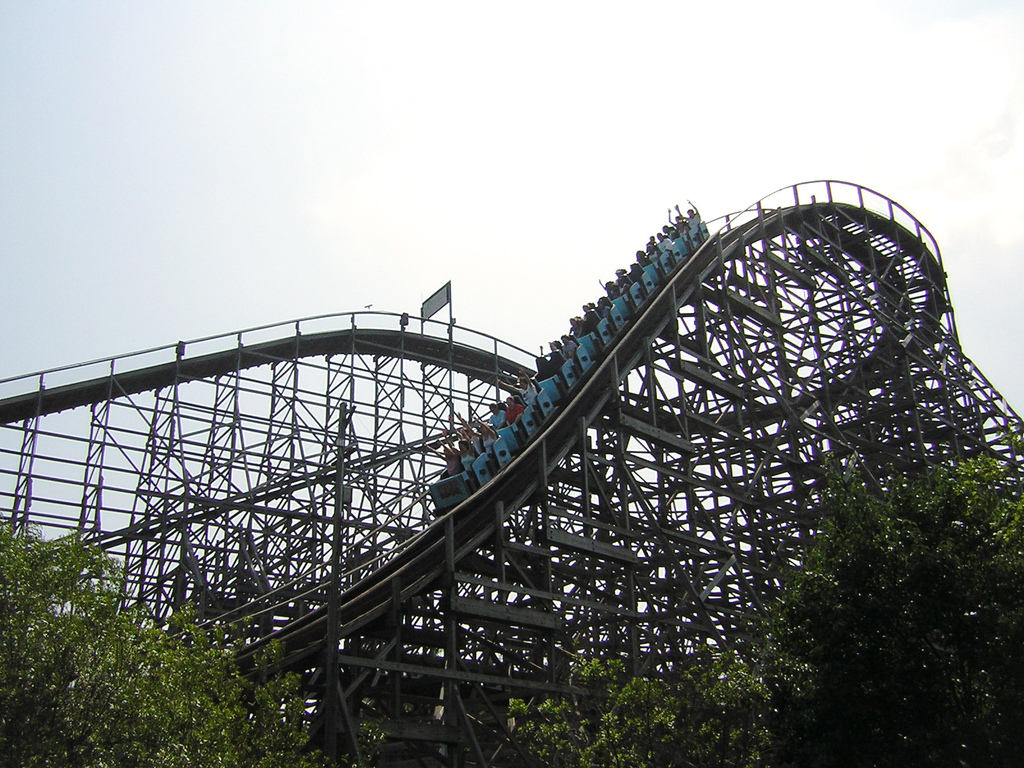
Hurler
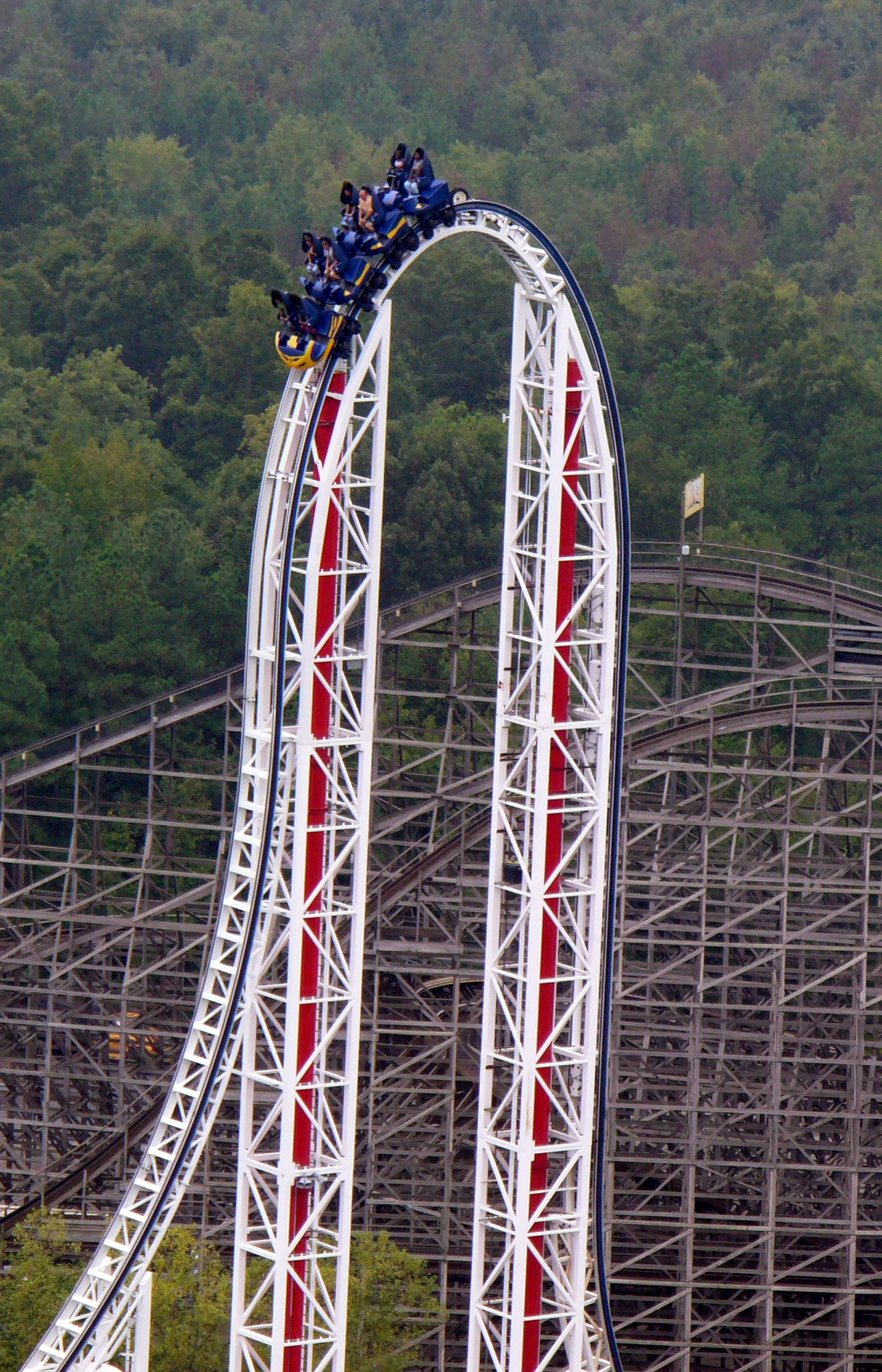
HyperSonic XLC
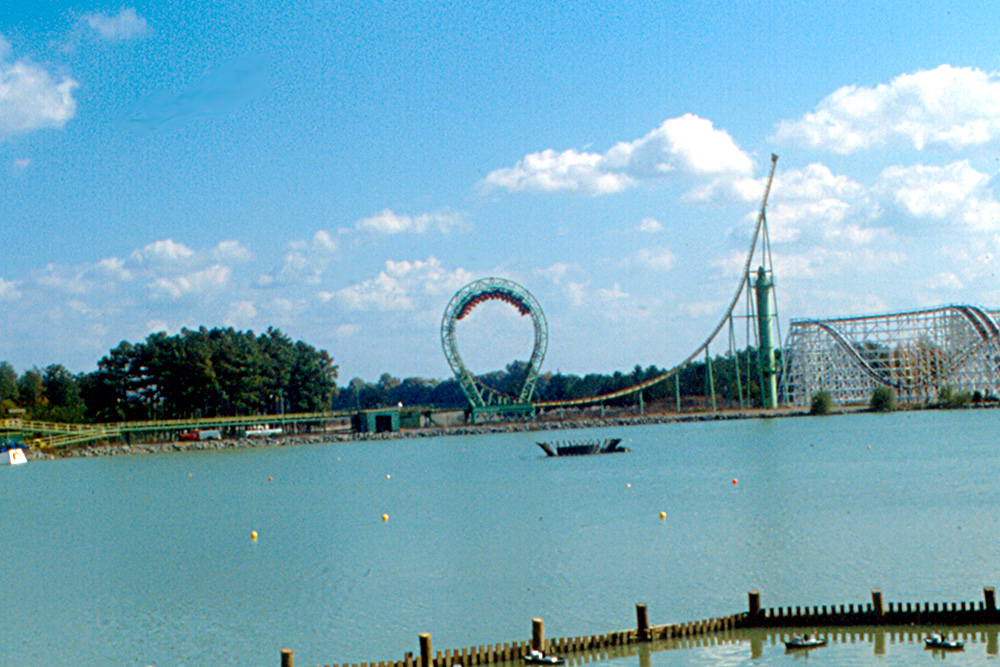
King Kobra
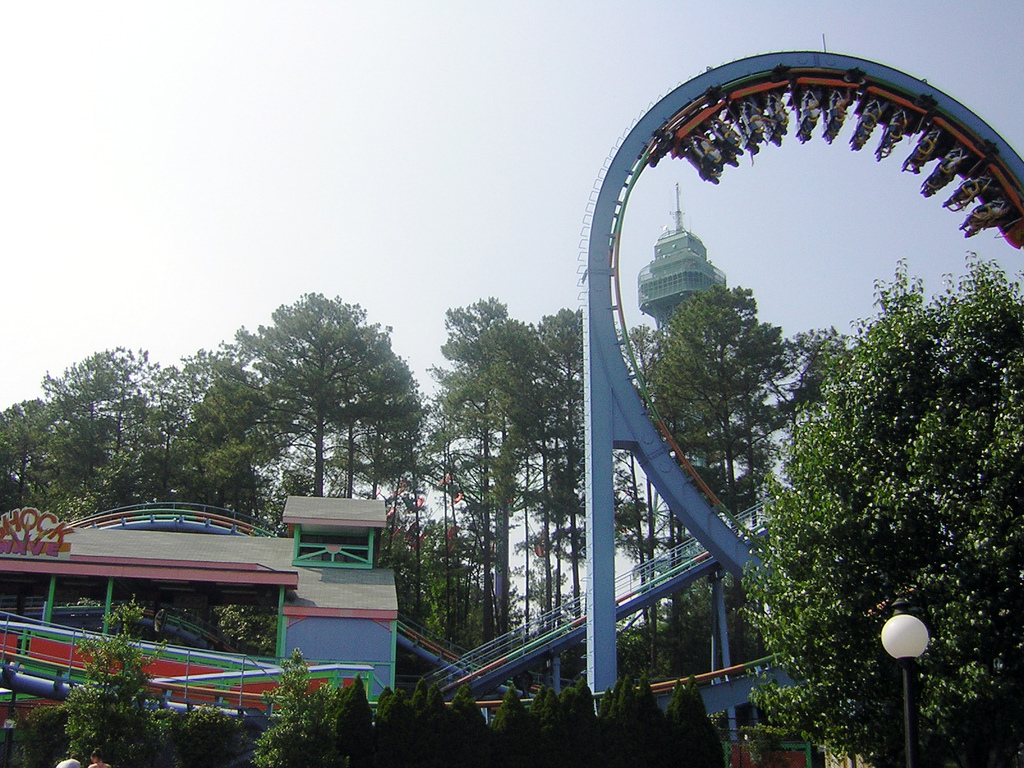
Shockwave
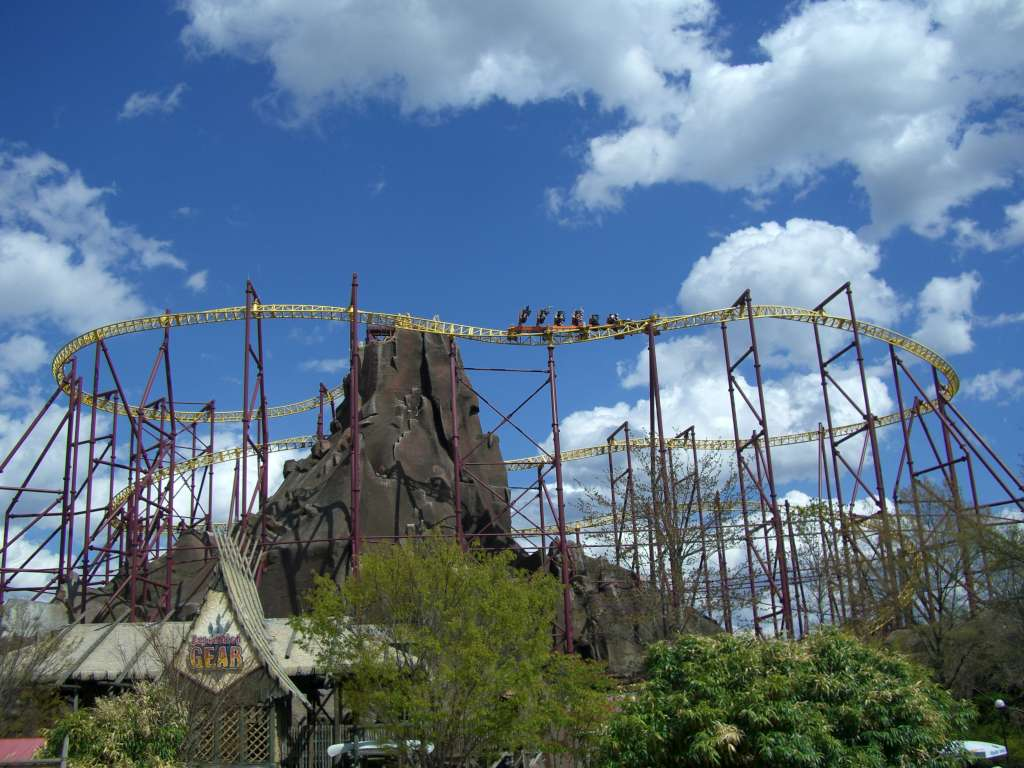
Volcano, The Blast Coaster